# Heist-op-den-Berg
Heist-op-den-Berg (fr. Heist-sur-la-Montagne, Heyst-sur-la-Montagne) – miejscowość i gmina (gemeente) w Belgii, w Regionie Flamandzkim, w prowincji Antwerpia, w okręgu Mechelen. 

## Demografia
- Źródła: NIS, od 1806 do 1981= według spisu; od 1990 liczba ludności w dniu 1 stycznia

1 stycznia 2024 całkowita populacja Heist-op-den-Berg liczyła 44 505 osób. Łączna powierzchnia gminy wynosi 86,67 km², co daje gęstość zaludnienia 513 mieszkańców na km².

## Podział administracyjny
W skład gminy wchodzi pięć dzielnic (gemeente):
- Booischot
- Hallaar (Hallaer)
- Itegem (Iteghem)
- Schriek
- Wiekevorst